# NGC 54

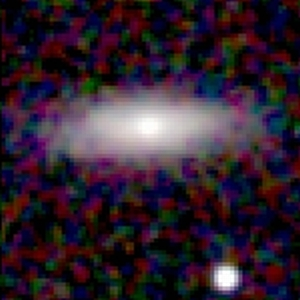
NGC 54 par 2MASS (proche-infrarouge)

NGC 54 est une galaxie spirale intermédiaire située dans la constellation de la Baleine. NGC 54 a été découverte par l'astronome allemand Wilhelm Tempel en 1886.

## Caractéristiques
Sa vitesse par rapport au fond diffus cosmologique est de 4 991 ± 26 km/s, ce qui correspond à une distance de Hubble de 73,6 ± 5,2 Mpc (∼240 millions d'al).
La base de données NASA/IPAC classe cette galaxie comme une spirale barrée, mais on ne voit pas cette barre sur l'image de l'étude SDSS. Le classement de spirale intermédiaire par le professeur Seligman semble mieux convenir.
La classe de luminosité de NGC 54 est I et elle présente une large raie HI.